# Oder–Neisse-linjen

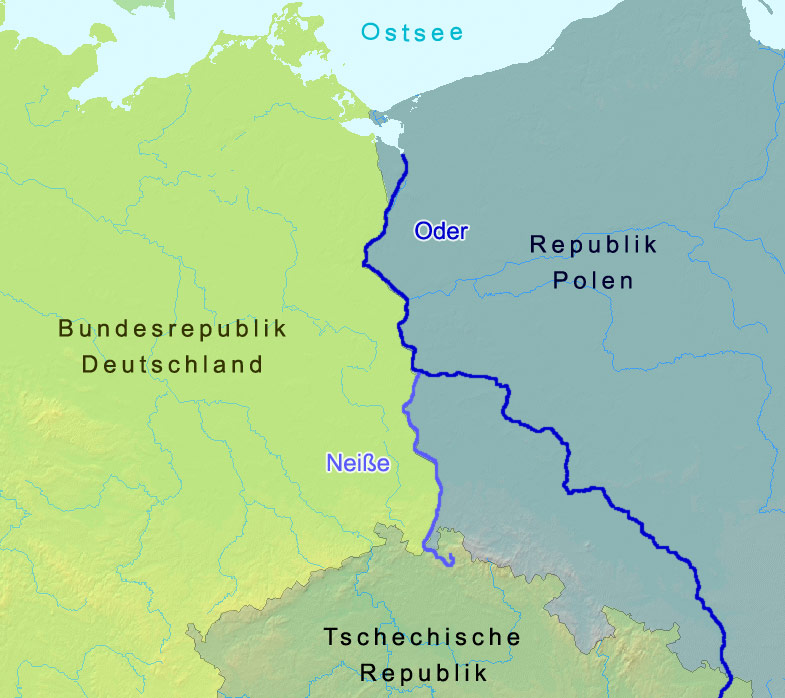
Oder–Neiße-linjen, gränsen mellan Tyskland och Polen.
Tyskland
Polen
Tjeckien

Oder–Neisse-linjen är ett begrepp i den tyska efterkrigshistorien som syftar på gränsen mellan Tyskland och Polen. Gränsen fastställdes som permanent år 1990 mellan Tyskland och Polen, efter att ha varit temporär åren 1945–1989.

## Bakgrund
Begreppet syftar på den gränsdragning som de allierade gjorde i samband med andra världskrigets slut, och som innebar en flyttning av den tyska östgränsen västerut längs floderna Oder och dess biflod Neisse (Neiße). Enligt beslutet vid Potsdamkonferensen 1945 skulle den utgöra provisorisk gräns.
En komplikation vid tolkningen av beslutet var att det finns två bifloder till Oder som heter Neisse; västmakternas förhandlare skall ha fått uppfattningen att det var den östligare (tyska: Glatzer Neiße, polska: Nysa Kłodzka) av dessa båda bifloder som avsågs, medan Sovjetunionen i själva verket avsåg och handlade i enlighet med att det skulle vara den västligare (tyska: Lausitzer Neiße, polska: Nysa Łuźycka).[källa behövs]
De allierade hade överfört Polens östra territorier till Sovjetunionen (Curzonlinjen). Dessa områden hade en minoritetsbefolkning på cirka tre miljoner etniska polacker, som fördrevs västerut, och de allierade valde att kompensera Polen för förlusten med tyskt territorium, dock utan dess tyska befolkning.

## Fördrivning
De allierade beslutade att de cirka tio miljoner tyskar som bodde i östra Tyskland, samt de cirka fyra miljoner som bodde i Polen, Tjeckoslovakien (den tyska annekteringen av Sudetlandet hade ogiltigförklarats) och Ungern skulle fördrivas, och så skedde under perioden 1945–1950. De som hade flytt undan Röda armén nekades återvända, och de som var kvar tvingades med våldtäkter och andra tvångsmedel att lämna sina hem på eget bevåg. Många dog av förfrysning och andra umbäranden i de öppna järnvägsvagnarna som de allierade tillhandahöll för den mer organiserade delen av folkomflyttningen.
Uppskattningar över antalet döda som följd av fördrivningen (vilken ofta skedde under brutala former) varierar starkt; initialt nämndes siffror kring tre miljoner. En västtysk officiell uppskattning var att cirka två miljoner dog, men modernare forskning uppskattar det cirka 1,1 miljoner. En minoritet hävdar även så låga siffror som 500 000 döda.

## Tyskt erkännande av gränsen
År 1950 slöts under sovjetisk ledning ett bilateralt fördrag mellan Polen och Östtyskland (DDR) där man fastställde att linjen skulle gälla som temporär gräns i 10 år. Gränsdragningen var länge en känslig fråga i såväl Väst- som Östtyskland trots att den de facto var den nya gränsdragningen. Under 1950- och 1960-talen förde Hallsteindoktrinen med sig att frågan lades åt sidan utan att få en lösning.
Den 7 december 1970 erkände Västtyskland slutligen genom Warszawafördraget officiellt gränsdragningen i samband med den nya Ostpolitik som Västtysklands dåvarande förbundskansler Willy Brandt drev vilket innebar avtal med Polen och DDR. I samband med Tysklands återförening (1990) erkändes Oder–Neisse-linjen officiellt som gräns inom ramen för två plus fyra-fördraget och snart därefter även i ett bilateralt avtal mellan Tyskland och Polen.

## Europeiska unionens inre gräns
År 2004 blev Polen medlem i Europeiska unionen, vilket Tyskland var redan innan. År 2007 blev Polen medlem i Schengenområdet vilket innebar att alla gränskontroller längs polsk-tyska gränsen avvecklades och det blev fritt att passera gränsen utan kontroll. År 2011 fick polacker frihet att ta arbete i Tyskland och tvärtom.

## Bildgalleri

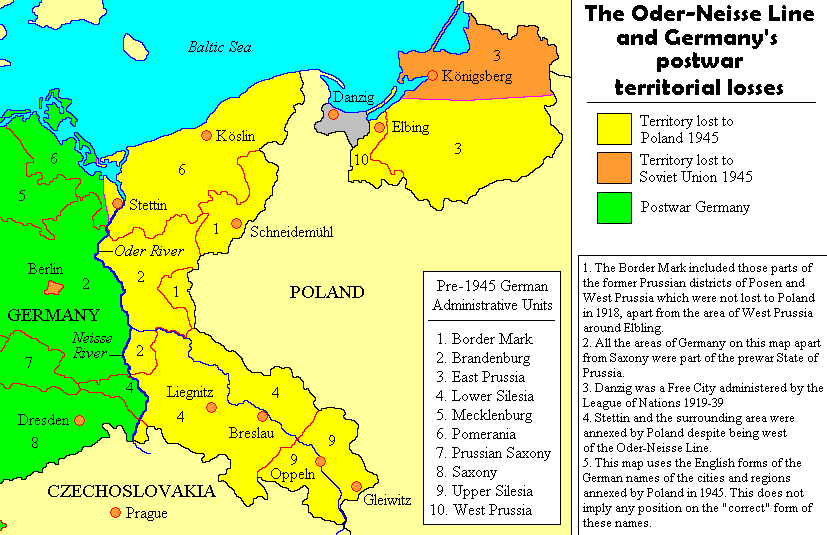
Oder–Neisse-linjen och Tysklands landförluster efter andra världskriget.  Landförluster till Polen 1945  Landförluster till Sovjetunionen 1945  Efterkrigstyskland
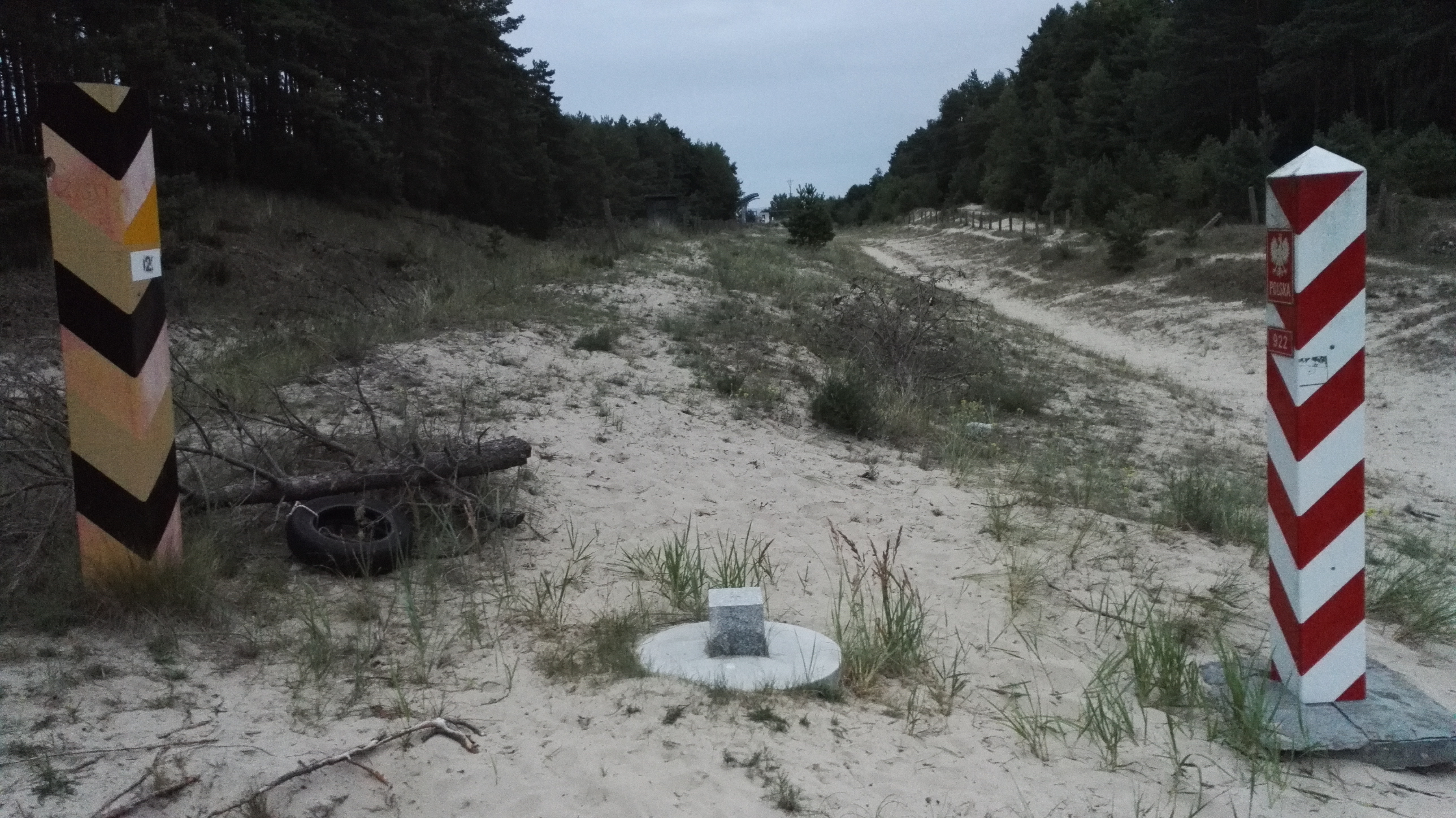
Oder-Neisse-linjen vid Ahlbeck-Świnoujście i juli 2016
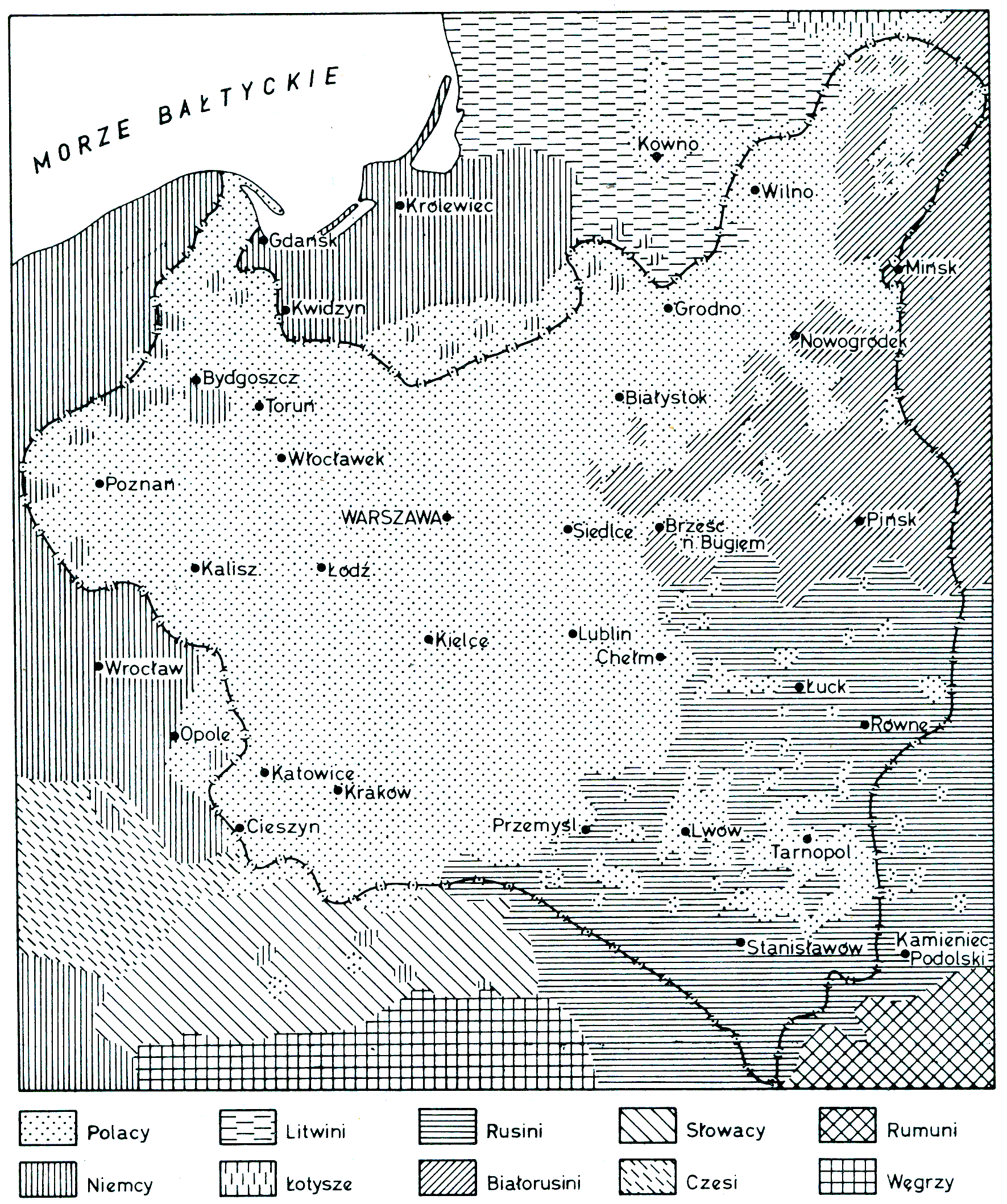
Dominerande folkgrupper i och kring Polen, 1931.
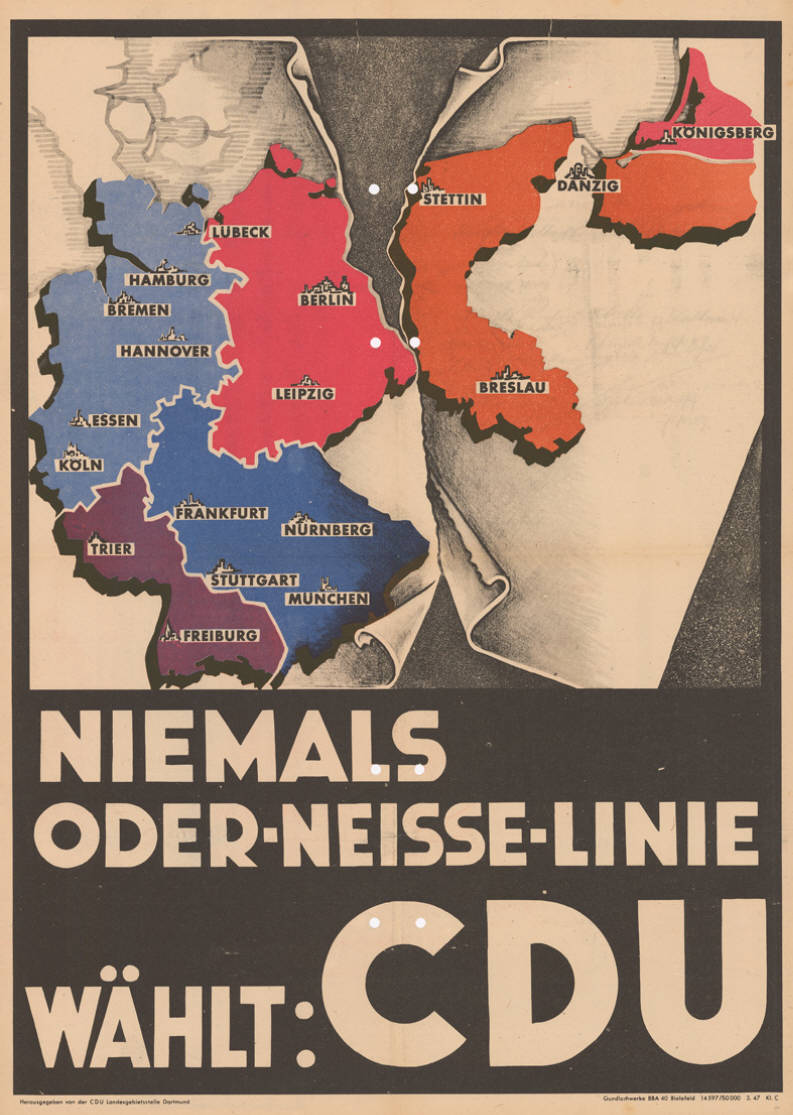
Motståndet mot linjen var starkt i Västtyskland efter kriget. Här är en bild på CDU valaffisch från år 1947
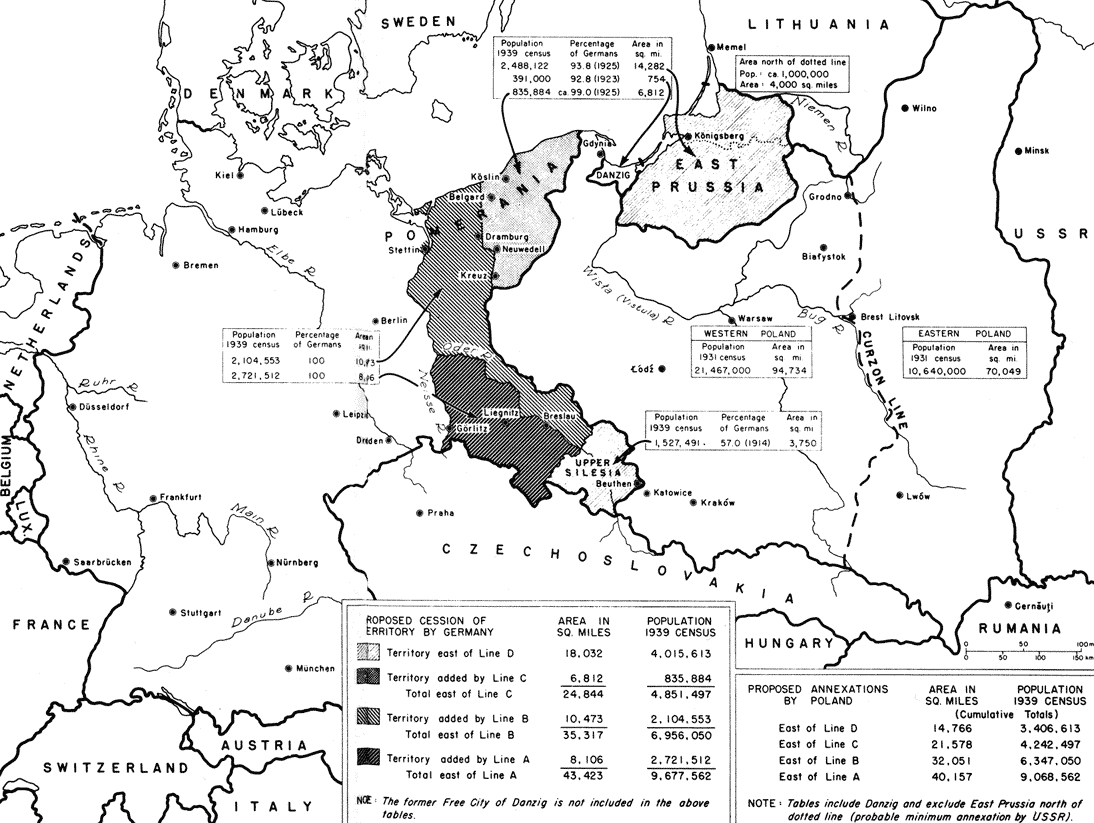
Demografisk karta upprättad av USA:s utrikesdepartement 1945, denna och liknande användes som underlag vid gränsdiskussionerna vid Jaltakonferensen och Potsdamkonferensen 1945.